# Fanny Brate
Fanny Ingeborg Matilda Brate, de soltera Ekbom (Estocolm, 26 de febrer de 1862-ibídem, 24 d'abril de 1940) va ser una pintora sueca. Les seves obres van influenciar Carl Larsson en les seves aquarel·les sobre la vida familiar idíl·lica.

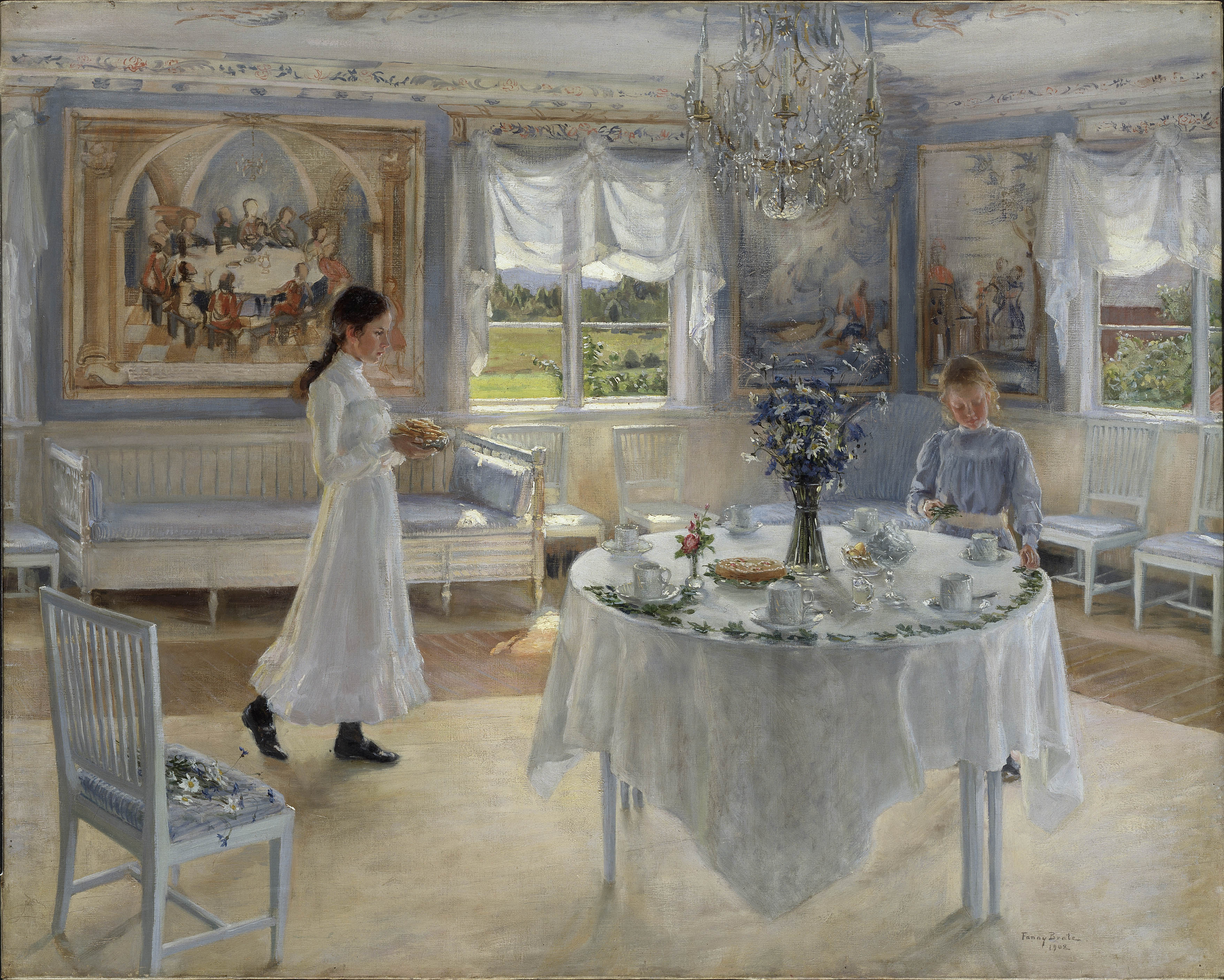
Namnsdag (Un dia de celebració), 1902

## Biografia
Fanny Brate va ser filla del matrimoni format per John Frederic Oscar Gustaf Ekbom, que treballava per al príncep Carles de Suècia (duc de Västergötland), i Henriette Alexandrine Dahlgren.
L'any 1880, a l'edat de 18 anys, va ser acceptada a la Reial Acadèmia Sueca de les Arts, després d'haver-se graduat en el Konstfack. L'any 1887 va contreure matrimoni amb el runolèg Erik Brate (1857-1924), amb qui va tenir quatre filles: Astrid (1888–1929), Torun (1891–1993), Ragnhild (1892–1894) i Ingegerd (1899–1952). Després del matrimoni Brate es va veure forçada a deixar la pintura, però va continuar participant en el món artístic suec com a mecenes d'altres artistes.

## Obres
L'any 1885 va rebre una Medalla Reial en reconeixement de la seva obra Konstvänner (Amics de l'art), la qual retrata la pròpia Brate envoltada per una multitud de nens.
És més coneguda, no obstant això, per Namnsdag (Un dia de celebració), pintada l'any 1902 i que s'exhibeix actualment en el Museu Nacional d'Estocolm.
A més, Fanny Brate va il·lustrar diversos llibres infantils, com Mormors eventyr ('Les aventures de l'àvia').
El Museu Nacional va organitzar l'any 1943 una exposició memorial en la qual es van exhibir 126 obres de la seva autoria. Va treballar tant sobre oli com en aquarel·les. El seu treball té un valor de patrimoni cultural significatiu, ja que representa la vida de la burgesia sueca al segle xix.

## Galeria

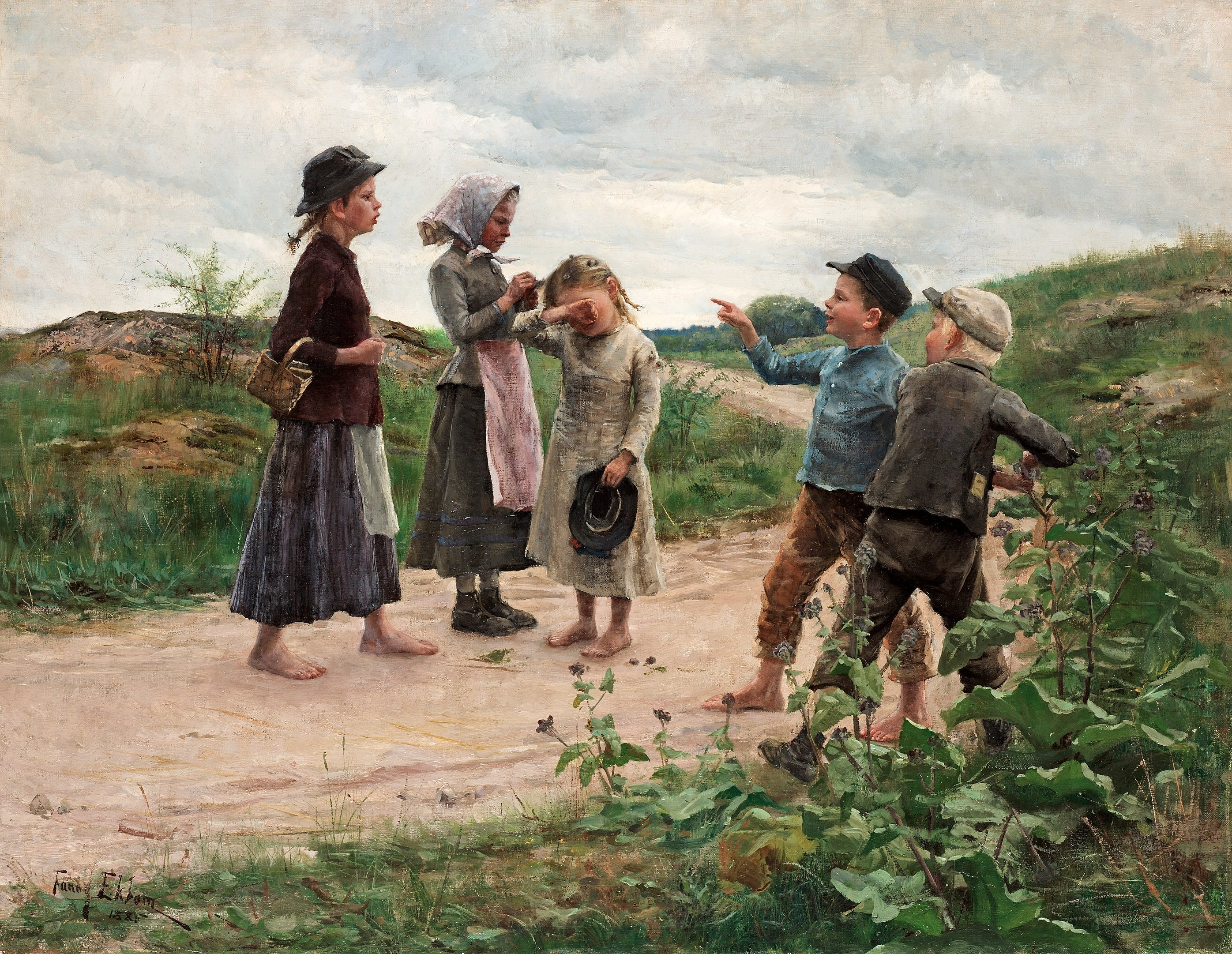
Retstickor (La burla), 1885
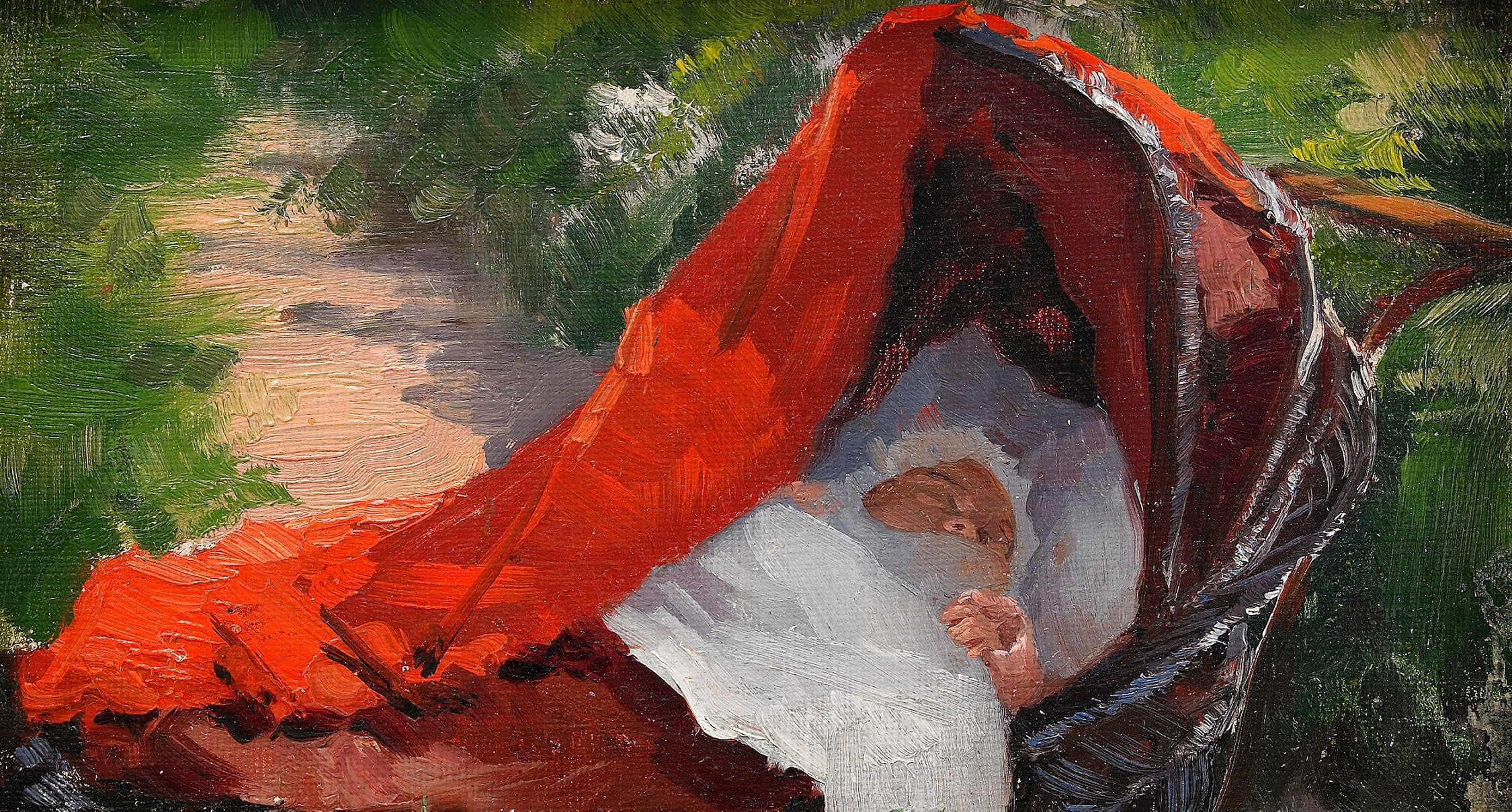
Sov så sött - baby i barnvagn (Dolços somnis, bebè en cotxet), 1889
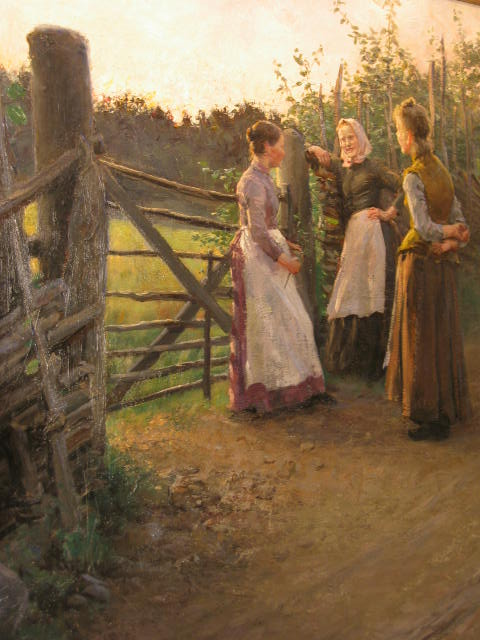
En ledig stund (Un moment lliure) o Musse, 1892

## Exposicions
- Müsse el Grinden Internationale Kunstausstellung (Múnic, 1892).
- Grosse Kunstausstellung (Berlín, 1900).
- "L'art femení" (Den kvinnliga konsten) a l'exposició de la Svenska konstnärernas förening (Associació d'Artistes Sueques) (1909).
- Liljevalchs konsthall "Van anar a París" (They went to Paris).